# I edició dels Premis Platino
La I edició dels Premis Platino van servir per a premiar les pel·lícules Iberoamericanes estrenades entre l'1 de gener de 2013 i el 31 de desembre del mateix any. La cerimònia de lliurament es va realitzar el 5 d'abril de 2014 en el Teatre Anayasi de Ciutat de Panamà i fou conduïda per Juan Carlos Arciniegas i Alessandra Rosaldo. La gala va tenir una durada de 100 minuts i va haver-hi números musicals amb superestrelles llatines. La Gala va ser precedida de la "catifa vermella" amb la desfilada dels convidats, estrelles del món del cinema i de l'espectacle, molts d'ells nominats i al costat d'aquesta es va celebrar una "Gran Festa de Bienvenida" i una "Festa de Clausura".

## Premi d'Honor
- Sônia Braga

## Nominats i guanyadors
Les nominacions van ser anunciades el 13 de març de 2014 en un acte en Ciutat de Mèxic.
     Indica el guanyador o guanyadora en cada categoria.
| Categoria                                                                    | Guanyadors i nominats                          |
| Millor pel·lícula iberoamericana de ficció                                   |                                                |
| ---------------------------------------------------------------------------- | ---------------------------------------------- |
| Millor pel·lícula iberoamericana de ficció                                   | Gloria — Xile, Espanya                         |
| Millor pel·lícula iberoamericana de ficció                                   | Heli — Mèxic                                   |
| Millor pel·lícula iberoamericana de ficció                                   | La jaula de oro — Mèxic, Espanya               |
| Millor pel·lícula iberoamericana de ficció                                   | Las brujas de Zugarramurdi — Espanya           |
| Millor pel·lícula iberoamericana de ficció                                   | Roa — Argentina, Colòmbia                      |
| Millor pel·lícula iberoamericana de ficció                                   | Vivir es fácil con los ojos cerrados — Espanya |
| Millor pel·lícula iberoamericana de ficció                                   | Wakolda — Espanya, Argentina                   |
| Millor direcció                                                              |                                                |
| Amat Escalante — Heli                                                        |                                                |
| David Trueba — Vivir es fácil con los ojos cerrados                          |                                                |
| Lucía Puenzo — Wakolda                                                       |                                                |
| Sebastián Lelio — Gloria                                                     |                                                |
| Millor interpretació masculina                                               |                                                |
| Eugenio Derbez — No se aceptan devoluciones; com Valentín Bravo.             |                                                |
| Antonio de la Torre Martín — Caníbal; com Carlos.                            |                                                |
| Javier Cámara — Vivir es fácil con los ojos cerrados; com Antonio San Román. |                                                |
| Ricardo Darín — Tesis sobre un homicidio; com Roberto Bermúdez.              |                                                |
| Víctor Prada — El limpiador; com Eusebio.                                    |                                                |
| Millor interpretació femenina                                                |                                                |
| Paulina García — Gloria; com Gloria Cumplido.                                |                                                |
| Karen Martínez — La jaula de oro; com Sara.                                  |                                                |
| Laura de la Uz — La película de Ana; com Ana.                                |                                                |
| Marian Álvarez — La herida; com Ana.                                         |                                                |
| Nashla Bogaert — ¿Quién manda?; com Natalie.                                 |                                                |
| Natalia Oreiro — Wakolda; com Eva.                                           |                                                |
| Millor guió                                                                  |                                                |
| Gloria — Sebastián Lelio, Gonzalo Maza.                                      |                                                |
| La gran familia española — Daniel Sánchez Arévalo.                           |                                                |
| Vivir es fácil con los ojos cerrados — David Trueba.                         |                                                |
| Wakolda — Lucía Puenzo.                                                      |                                                |
| Millor música original                                                       |                                                |
| Metegol — Emilio Kaunderer.                                                  |                                                |
| El limpiador — Karin Zielinski.                                              |                                                |
| Las brujas de Zugarramurdi — Joan Valent.                                    |                                                |
| Millor pel·lícula d'animació                                                 |                                                |
| Metegol — Argentina, Espanya                                                 |                                                |
| Anina — Uruguai, Colòmbia                                                    |                                                |
| El secreto del medallón de jade — Mèxic                                      |                                                |
| Justin y la espada del valor — Espanya                                       |                                                |
| Uma História de Amor e Fúria — Brasil                                        |                                                |
| Millor pel·lícula documental                                                 |                                                |
| Con la pata quebrada — Espanya                                               |                                                |
| Cuates de Australia — Mèxic                                                  |                                                |
| La eterna noche de las doce lunas — Colòmbia, Bolívia                        |                                                |
| O Dia que Durou 21 Anos — Brasil                                             |                                                |
| Sigo siendo (Kachkaniraqmi) — Espanya, Perú                                  |                                                |
| Millor coproducció iberoamericana                                            |                                                |
| Wakolda — Espanya, Argentina                                                 |                                                |
| Anina — Uruguai, Colòmbia                                                    |                                                |
| Esclavo de Dios — Uruguai, Veneçuela, Argentina                              |                                                |
| La jaula de oro — Mèxic, Espanya                                             |                                                |

## Nominacions per pel·lícula
| Pel·lícula                           | País(os)                      | Nominacions | Premis |
| ------------------------------------ | ----------------------------- | ----------- | ------ |
| Wakolda                              | Espanya, Argentina            | 5           | 1      |
| Gloria                               | Xile, Espanya                 | 4           | 3      |
| Vivir es fácil con los ojos cerrados | Espanya                       | 4           | 0      |
| La jaula de oro                      | Mèxic, Espanya                | 3           | 0      |
| Anina                                | Uruguai, Colòmbia             | 2           | 0      |
| El limpiador                         | Perú                          | 2           | 0      |
| Heli                                 | Mèxic                         | 2           | 1      |
| Las brujas de Zugarramurdi           | Espanya                       | 2           | 0      |
| Metegol                              | Argentina, Espanya            | 2           | 2      |
| Caníbal                              | Espanya                       | 1           | 0      |
| Con la pata quebrada                 | Espanya                       | 1           | 1      |
| Cuates de Australia                  | Mèxic                         | 1           | 0      |
| El secreto del medallón de jade      | Mèxic                         | 1           | 0      |
| Esclavo de Dios                      | Uruguai, Veneçuela, Argentina | 1           | 0      |
| Justin y la espada del valor         | Espanya                       | 1           | 0      |
| La eterna noche de las doce lunas    | Colòmbia, Bolívia             | 1           | 0      |
| La gran familia española             | Espanya                       | 1           | 0      |
| La herida                            | Espanya                       | 1           | 0      |
| La película de Ana                   | Cuba, Panamà                  | 1           | 0      |
| No se aceptan devoluciones           | Mèxic                         | 1           | 1      |
| O Dia que Durou 21 Anos              | Brasil                        | 1           | 0      |
| ¿Quién manda?                        | República Dominicana          | 1           | 0      |
| Roa                                  | Argentina, Colòmbia           | 1           | 0      |
| Sigo siendo (Kachkaniraqmi)          | Espanya, Perú                 | 1           | 0      |
| Tesis sobre un homicidio             | Argentina, Espanya            | 1           | 0      |
| Uma História de Amor e Fúria         | Brasil                        | 1           | 0      |

## Nominacions por país
| País                 | Nominacions | Premis |
| -------------------- | ----------- | ------ |
| Espanya              | 27          | 7      |
| Argentina            | 10          | 3      |
| Mèxic                | 8           | 2      |
| Xile                 | 4           | 3      |
| Colòmbia             | 4           | 0      |
| Perú                 | 3           | 0      |
| Uruguai              | 3           | 0      |
| Brasil               | 2           | 0      |
| Bolívia              | 1           | 0      |
| Cuba                 | 1           | 0      |
| Panamà               | 1           | 0      |
| República Dominicana | 1           | 0      |
| Veneçuela            | 1           | 0      |